# Dishonored
Dishonored (укр. Збезчещений) — відеогра жанру стелс-екшн від першої особи з елементами рольової гри, розроблена французькою компанією Arkane Studios. Основні дизайнери гри — засновник студії Рафаель Калантоніо і Гарві Сміт, який працював над Thief: Deadly Shadows та Deus Ex. Також для участі в розробці було запрошено Віктора Антонова (Half-Life 2, Dark Messiah of Might and Magic), який неодноразово раніше співпрацював з Arkane Studios. Гра вийшла в жовтні 2012 року.
Головного героя гри звуть Корво — він колишній охоронець імператриці, звинувачений в її вбивстві. Корво прагне помститися зрадникам та їх ватажку, що став регентом після смерті монарха. Основні дії гри відбуваються в Данволлі, столиці імперії. Світ гри містить елементи стімпанку та містики. Ігровий процес у першу чергу спирається на потайливе проходження, а також на використання різних пристроїв і навколишнього середовища для знешкодження супротивників.

## Ігровий процес
Dishonored належить до жанру пригодницького екшну від першої особи, що концентрується на прихованих діях персонажа. Проходження гри передбачає різні варіанти виконання того самого завдання. У грі присутня чотири рівні складності — низький, середній, високий і найвищий. Від обраного рівня складності залежить ефективність зіль для відновлення здоров'я і мани, пильність противників і ушкодження, які вони завдають гравцеві та отримують від нього. На легкому рівні складності наявна регенерація здоров'я. Гра не має міні-карти і явних підказок, лише маркери з відстанню до цілі конкретного завдання.
З-поміж різних локації є центральна під назвою «Паб „Яма пса“», де можна поспілкуватися з деякими персонажами і дізнатися деталі майбутньої місії, альтернативні шляхи проходження, додаткові завдання, а також купити спорядження і модернізувати арсенал. Гра має елементи RPG: розвиток умінь, моральний вибір в деяких місцях, від якого залежить подальший розвиток сюжету. Дії гравця не оцінюються як «хороші» чи «погані», але впливають на рівень хаосу, який він створює. Згодом це змінює стан ігрового світу, наприклад, персонаж, який не схвалює насильницькі дії, може в ключовий момент відмовити в допомозі або зрадити. Ігровий світ змінюється, залежно від рівня хаосу побудовою діалогів, поширення чуми в місті, змінюється доля персонажів, які не стикаються з головним героєм безпосередньо. Всього існує три рівня хаосу: низький, середній, високий. Поточний рівень хаосу показують в кінці кожної місії.
Видимість головного героя гри обмежена для інших персонажів. Так, уникаючи добре освітлених ділянок, використовуючи навколишні об'єкти та будівлі як укриття, гравець має більші шанси не бути виявленим противниками. До того ж можна виглядати з-за рогу, щоб побачити певну область чи підслухати розмову, подивитися в замкову щілину. Безшумно підкрадаючись до ворога ззаду, гравець може нейтралізувати або вбити ворога і сховати тіло, не залишаючи доказів своєї присутності. Штучний інтелект противника реагує на звуки навколо, що може використовуватися і для виманювання противників.
Головний герой має шість активних і чотири пасивних здібності, які він відкриває і покращує (є два рівні) в обмін на руни, зібрані ним в різних місцях на всіх ігрових локаціях. Також в грі присутні кістяні амулети, які покращують фізичні та містичні здібності гравця, наприклад, збільшують час дії вміння або покращують навичку володіння мечем. Спочатку гравець може носити тільки три кістяних амулета, з часом ця кількість зростає, коли він вдосконалює своє спорядження. В пошуку рун і амулетів допомагає артефакт «Серце», який крім того дає інформацію про персонажів. Аналогом мани для своєрідної магії є «дух», який відновлюється через певний час. Містичні вміння та дистанційна зброя (гранати, арбалет, пістолет) гравець використовує лівою рукою, в той час як меч можна тримати тільки в правій руці.
Існують активні і пасивні містичні вміння. «Темне бачення» (англ. Dark Vision) дозволяє гравцеві бачити інших персонажів через стіни, підсвічує їх поле зору та ігрові предмети. «Перенесення» (англ. Blink) переносить гравця на деяку відстань за короткий час, «Вселення» (англ. Possession) дозволяє тимчасово вселитися в інших персонажів і тварин, «Жадібна зграя» (англ. Devouring Swarm) прикликає зграю хижих щурів, «Вигин часу» (англ. Bend Time) уповільнює час, а при вдосконаленні зупиняє його повністю, «Порив вітру» (англ. Wind Blast) викликає стрімкий потік повітря, що збиває ворога з ніг і відкидає його назад. Пасивне вміння «Тіньове вбивство» (англ. Shadow Kill) обертає на порох труп ворога, що приховує сліди вбивства.
Сюжет складається з 9-и місій і має різні закінчення, залежно від рівня хаосу.

## Світ гри
Події розгортаються на островах, що лежить десь далеко від «Великої Землі», Пандісійського контененту. Головним місцем дії є індустріальне місто Данволл, виконане в стилістиці XIX століття. Там поєднуються як технології стімпанку, так і потойбічні сили.

## Сюжет
Після повернення з морської подорожі, метою якої був пошук допомоги в боротьбі з чумою, Корво Аттано направляється в башту міста Данволл, де зустрічається з імператрицею. Після передачі повідомлення, вони піддаються нападу вбивць на чолі з Даудом, які, нейтралізувавши Корво, вбивають імператрицю і викрадають її дочку. Наближені імператриці застають Корво біля скривавленого тіла імператриці і кидають того в темницю, звинувативши у вбивстві.
Через шість місяців наближені імператриці повністю захопили контроль над Данволлом. За день до того, як Корво мали стратити, він виявляє у своїй камері лист, ключ і меч, залишені повстанцями. Корво здійснює втечу і знаходить в зазначеному місці човняра Самуеля, який відвозить його в паб «Яма пса», де той зустрічається з лідерами повстанців.
Під час відпочинку в пабі, під час сну, головний герой зустрічається з Чужим, який дарує частину своїх здібностей, залишивши клеймо на лівій руці Корво. Після цього Корво вирушає в дорогу, метою якого є вбивство або усунення змовників, що кривавим шляхом прийшли до влади. Під час цього завдання, після усунення верховного наглядача Кемпбелла, Корво знаходить інформацію, що наводить на слід Емілі, утримувану в борделі «Золота кішка» близнюками Морганом і Кастісом Пендлтон. Корво рятує Емілі й усуває братів. Після повернення в паб, Калліста береться за виховання Емілі, оскільки вона повинна стати імператрицею, а головний герой вирушає в місто, щоб викрасти вченого Антона Соколова, що постачає новому лорду-регенту Гайрему Берроузу винаходи, щоб отримати інформацію про лідерів змовників. Соколов виявляється в пабі на допиті, в ході якого розкриває особистість Леді Бойл, яка фінансує лорда-регента. Також Корво дізнається про підготовку до балу в маєтку Бойля, на якому вбиває (або нейтралізує) Леді Бойл.
Після чергового повернення в паб, адмірал Гевлок підтверджує, що вони зробили достатню роботу, щоб завдати удар самому лорду-регенту. Пробравшись в башту Данволла, Корво усуває від влади Гайрема Берроуза, а також довідується, що чума навмисно була завезена в місто, щоб знищити нижчі класи, проте ситуація швидко вийшла з-під їхнього контролю. Корво повертається в «Ями пса», де разом з лоялістами святкує перемогу. Але Корво підсипали отруту до випивки і він вирушає до ліжка, біля якого непритомніє. Опритомнівши, він бачить навколо себе Гевлока, Мартіна і Тревора Пендлтона, які вирішують усунути Корво, щоб без проблем керувати державою, прикриваючись новою імператрицею. Вони наказують Самуелю позбутися його. Той отямлює Корво і каже, що його змусили підмішати йому отруту, але він дав лише половину дози, сподіваючись, що це не вб'є Корво. Самуель садить його у човен і відправляє вниз за течією, де його знаходять вбивці Дауда, які, вирішивши здобути нагороду за голову Корво, беруть його в полон. Опинившись знову в ув'язненні, головний герой тікає та вирушає на пошуки вже нового лорда-регента — адмірала Гевлока.
Усунувши Дауда, Корво вирушає через каналізацію в «Яму пса», щоб знайти зачіпки про місцезнаходження Емілі і Гевлока. Дійшовши до місця, він виявляє П'єро, Соколова і Каллісто, усуває охорону навколо пабу за допомогою спільного винаходу вчених і дізнається місце розташування Емілі і Гевлока. Корво дає сигнал Самуелю, і той підпливає до берега. Головний герой проникає на серйозно охоронюваний маяк, де виявляє Гевлока, який убив решту лоялістів і чекав прибуття Корво. Після вбивства або нейтралізації Гевлока, Корво звільняє Емілі — донька вбитої Джессамін Колдвін і майбутня імператриця Грістоля.
При низькому рівні хаосу і врятованій Емілі в закінченні говориться, що Корво вмирає природною смертю після багатьох десятиліть, а імператриця Емілі Колдвін Мудра, після приходу якої відступає чума і настає «золотий вік», ховає його поруч з могилою матері, як людину, яка була їй більше ніж лорд-захисник. При високому рівні хаосу в закінченні вказується, що Емілі Колдвін належить правити у «вік жаху і розпаду», але вона не забуває Корво, що врятував її від смерті. Якщо Корво не вдається врятувати Емілі, Данволл поступово занепадає, а Корво тікає звідти на кораблі.

## Ролі озвучили
- Стівен Рассел[en] — Корво Аттано
- Ейпріл Стюарт[en] — Імператриця Джессамін Колдвін
- Хлоя Грейс Морец — Емілі Колдвін
- Біллі Лаш — Чужий
- Джон Слеттері — адмірал Фарлі Хевелок
- Бред Дуріф — винахідник П'єро Джоплін
- Ліна Гіді — Калліста Керноу
- Майкл Медсен — Дауд
- Роджер Л. Джексон[en] — вчений Антон Соколов
- Дерек Філліпс[en] — лорд Пендлетон
- Анна Грейвс[en] — леді Бойл
- Даніел Гаґен[en] — Верховний доглядач Кемпбелл
- Сюзен Серендон — Granny Rags
- Керрі Фішер та Грегг Бергер[en] — диктори гучномовців, які ретранслюють урядову пропаганду

DLC
- Меленді Брітт[en] — Делайла Копперспун

## Завантажувальні доповнення
«The Knife of Dunwall» (укр. Ніж Данволла) — DLC, розроблене Arkane Studios і видане Bethesda Softworks. Воно вийшло 16 квітня 2013 на Windows і PlayStation 3, і Xbox 360. Гра відбувається за Дауда, лідера угруповання Асасинів. Чужий попереджає Дауда, що його дії отримали незворотні наслідки, в тому числі й для нього самого, і дає підказку — розшукати якусь Делайлу. Дауд, як і Корво, володіє містичними здібностями, але дещо інакшими, і схожою зброєю.
«The Brigmore Witches» (укр. Бригморські Відьми) — трєте і останне доповнення до гри «Dishonored» яке завершуе історію Дауда. Доповнення вийшло 12 серпня 2013 року на Xbox 360, PS3 і ПК (Steam).
Гравці, що завершили доповнення «The Knife of Dunwall» зможуть перенести свої збереження в нове DLC. Дауду доводиться вступати у відкриту боротьбу з Далілою та її відьмами. У доповненні з'явилися нові угруповання — Капелюшники та Мертві Вугрі й нові локації — Ткацький квартал та Маєток Брігморів. Воно завершує історію, що почалася в «The Knife of Dunwall», у ньому також присутня система Хаосу та є кілька кінцівок і досягнень.

## Продовження
На виставці E3 2015 було анонсовано продовження гри під назвою «Dishonored 2». Розробкою, як і першої частини, займалася Arkane Studios. Продовження розроблялося для PlayStation 4, Xbox One і ПК. Орієнтована дата виходу була повідомлена 3 квітня 2016 року. Нею стало 11 листопада того ж року.
Головним героєм виступає Емілі Колдвін, але грабельним персонажем постає і Корво. За сюжетом, в Острівній Імперії хтось намагається захопити трон, чому й намагаються завадити головні герої. Місцем дії є місто Карнака на південь від Данволла.